# Foleyola
Foleyola là chi thực vật có hoa trong họ Cải.